# Ernst Ferdinand Klein

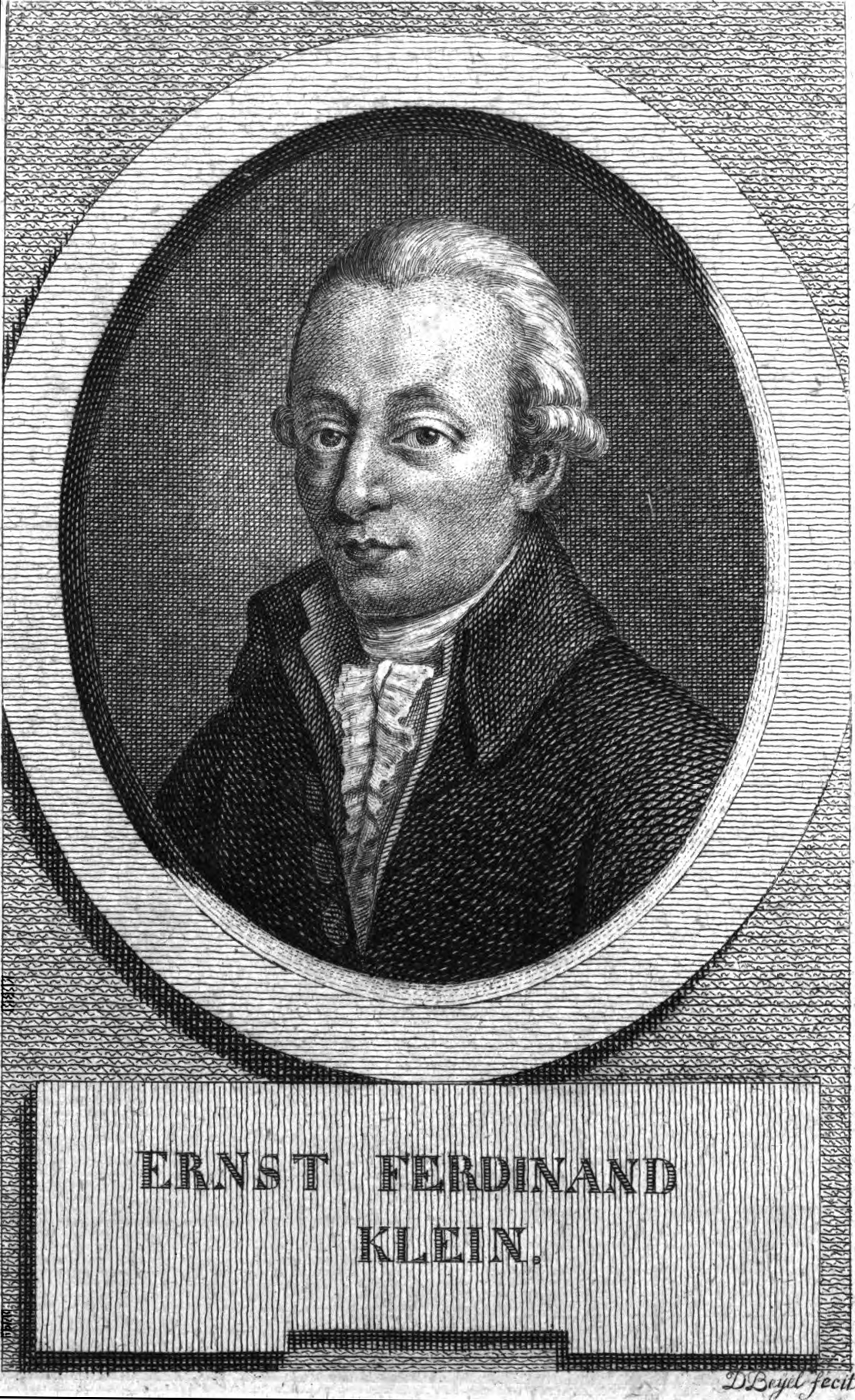
Ernst Ferdinand Klein

Ernst Ferdinand Klein (* 3. September 1744 in Breslau; † 18. März 1810 in Berlin) war ein deutscher Jurist und prominenter Vertreter der Berliner Aufklärung. Er war Mitglied der Berliner Mittwochsgesellschaft, einem Geheimbund, der sich selbst Gesellschaft der Freunde der Aufklärung nannte.

## Leben
Klein besuchte in seiner Heimatstadt Breslau die Schule und studierte ab 1763 an der Universität Halle bei Daniel Nettelbladt Rechtswissenschaften. Nach Abschluss des Studiums war er zunächst in Breslau als Rechtsanwalt tätig. Dort unterbreitete der Aufklärer Vorschläge für Änderungen im Zivilprozessrecht und veröffentlichte einige Arbeiten zu Gesetzgebungsverfahren. Dadurch wurde der preußische Staatsminister Carmer auf ihn aufmerksam, der ihn 1781 in eine Kommission für die Schaffung eines Allgemeinen Landrechts für die Preußischen Staaten (ALR) berief. Im ALR gingen insbesondere die Abschnitte zum Ehe- und zum Strafrecht in wesentlichen Teilen auf Klein zurück. Darüber hinaus verfasste er weitere Werke zum Strafrecht.
Von 1788 bis 1807 gab Klein als „Königlich Preussischer Kammergerichtsrat“ die Annalen der Gesetzgebung und Rechtsgelehrsamkeit in den Preussischen Staaten heraus, die im Verlag seines Freundes Friedrich Nicolai erschienen. Sie enthielten die Abschnitte: „Merkwürdige Rechtsfälle“, „Entscheidungen der Gesetz-Commission“, „Entscheidungen der Jurisdictions-Commission“, „Aufsätze und Nachrichten“. Einige Prozesse wurden kommentiert. Kleins Beiträge bezogen sich insbesondere auf das Ehe- und Strafrecht.
Ab 1789 gehörte er der Königlich-Preußischen Akademie der Wissenschaften an. Von 1791 bis 1800 lehrte er als Ordinarius der juristischen Fakultät an der Universität Halle, deren Universitätsdirektor er zeitweilig war. Hier entwickelte er mit den sogenannten „Sicherheitsmaßregeln“, mit denen Wiederholungstäter an der weiteren Begehung von Straftaten gehindert werden sollten, die Idee von einer vorbeugenden Bestrafung. Nach 1800 gehörte er in Berlin erneut der Gesetzgebungskommission und dem Obertribunal an.
Klein gehörte zu den Lehrern der Brüder Alexander und Wilhelm von Humboldt. Er war Freimaurer in der Berliner Loge L'amitié und von 1801 bis 1809 Großmeister der Großen Loge Royal York.

## Werke
- (Hrsg.) Annalen der Gesetzgebung und Rechtsgelehrsamkeit in den Preussischen Staaten, 24 Bände, Friedrich Nicolai, Berlin und Stettin 1788–1807[1]
- Freyheit und Eigenthum, abgehandelt in acht Gesprächen über die Beschlüsse der Französischen Nationalversammlung Nicolai, Verlin und Stettin 1790. (Digitalisat) (Nachdruck: Scriptor Verlag 1977)
- Grundsätze der natürlichen Rechtswissenschaft nebst einer Geschichte derselben. Hemmerde & Schwetschke, Halle 1797. (Digitalisat) Scriptor Reprints 1979.
- Über die Natur der bürgerlichen Gesellschaft. (1797) Reprint 1977.
- Über die Natur und den Zweck der Strafe, in: Archiv des Criminalrechts (ArchCrR) 2(1800), Erstes Stück (1799), S. 60–93.
- Grundsätze des gemeinen deutschen und preußischen peinlichen Rechts. Hemmerde & Schwetschke, Halle 1796. (Digitalisat) (2. Aufl. Halle 1799). Reprint 1996.
- Herr Professor Carl Grolman, in: ArchCrR 1 (1799), 4. Stück (1799), S. 128–151.
- Verträgt sich der Unterschied zwischen Freiheitsverlust zur Strafe und zur künftigen Sicherheit des Staats, mit der Meinung, daß der Zweck der Strafe die Verhütung künftiger Verbrechen sey?, in: ArchCrR 1 (1799), 2. Stück (1798), S. 41–43.